# Canadianisme
Un canadianisme est un régionalisme caractéristique du français canadien ou de l'anglais canadien.
Pour le français québécois, on parle également de québécisme.